# In-N-Out Burger
In-N-Out Burgers, Inc. és una cadena de restaurants de menjar ràpid amb ubicacions al sud-oest dels Estats Units.